# 弦楽四重奏曲第2番 (シマノフスキ)
弦楽四重奏曲第2番作品56は、カロル・シマノフスキが1927年、タトラで作曲した弦楽四重奏曲。

## 解説
フィラデルフィア音楽財団のコンクール参加作品として作曲されたが、シマノフスキは入賞を逃し、バルトークの弦楽四重奏曲第3番とカセルラのセレナードが賞を獲得した。初演は1929年5月14日、ワルシャワ音楽院にてワルシャワ弦楽四重奏団により行われた。フランス初演は同年11月12日、パリにてクレトリー四重奏団により行われた。この曲は第1番で入れる予定だったフーガを第3楽章に持ってくるなど、古典様式と繋がっているものの、スターバト・マーテル等で培った新しい旋律とも似通っている。民族音楽を基にした動機は独自な様式で組み入れられている。

## 楽曲構成
- 第1楽章 Moderato dolce e tranquillo 　
ソナタ形式 4/4拍子 第2ヴァイオリンとヴィオラのトレモロの上で第1ヴァイオリンとチェロが提示する主題は第1楽章全体を支配している。
- 第2楽章 Vivace scherzando 　
スケルツォ楽章 3/4拍子 - 2/4拍子　短い導入部の後、変奏曲とロンドが融合した主部が現れる。主部主題は、民族音楽に基づくが、これは個性的な様式で組み入れられている。
- 第3楽章 Lento 　
4/4拍子 民族音楽の主題と対位法の様式が合わさった二重フーガ。

## その他
第2楽章は日本の音楽ユニットであるALI PROJECTの楽曲「処女懐胎、あるいは白骨塔より少女達は飛翔する」のイントロに引用されている。